# 伊藤高志
伊藤高志（いとう たかし）は、1956年福岡市生まれ、日本の実験映画作家である。
前衛的な短編映画で知られ、『SPACY』（1981年）、『THUNDER』（1982年）、『GHOST』（1984年）などの作品を発表している。その作品は、長時間露光や微速度撮影といった写真技法に加え、写真の連続撮影を1コマずつ撮影し直すストップモーション技法を用いることで、アニメーション的な視覚効果を生み出す点に特徴がある。
伊藤の映画制作のスタイルや実験映画への関心は、師である松本俊夫の影響を受けている。伊藤は九州芸術工科大学在学中に松本の指導を受け、松本の1975年の実験短編映画『アートマン』に触発されて、1977年に8mm短編映画『能』を制作した。1981年には、初の16mm短編作品『SPACY』を完成させた。同作は、日本国内外の美術館や国際映画祭、大学などで上映され、高い評価を得た。
伊藤はこれまでに20本以上の短編映画を制作し、その多くが映画祭や伊藤のフィルモグラフィーを振り返る回顧上映で公開されている。長編映画としてのデビュー作『零へ』は、2021年のイメージフォーラム・フェスティバルで初上映され寺山修司賞を受賞。

## 幼少期と学生時代
幼少期の伊藤は、東映アニメーションが制作したアニメやディズニーのアニメ映画を観て育ったが、教育的配慮により『ゴジラ』シリーズをはじめとする怪獣映画を観ることは禁止されていた。しかし、何度も父に頼み込んだ末に、最終的には『大魔神』と『大怪獣決闘 ガメラ対バルゴン』の二本立てを観ることを許された。
また、伊藤は漫画を描くことも好み、石ノ森章太郎、手塚治虫、横山光輝といった漫画家の作品を模写したり、それに基づいたオリジナルのストーリーを創作したりしていた。小学校6年生から中学生にかけて、怪獣をテーマにした漫画『バトル』を制作した。
18歳のとき、伊藤は胃破裂を起こし、緊急手術を受けるために病院へ搬送された。手術後、医師から「あと3時間遅れていたら命が危なかった」と告げられたという。
高校卒業から2年後、伊藤は九州芸術工科大学に入学した。在学中、映画研究会、写真部、バスケットボール部に所属し、親戚から借りた8mmフィルムカメラを使い、短編映画の制作を始めた。また、映画作家・松本俊夫の作品展を訪れ、1975年の実験短編映画『アートマン』を観て、「こんな映画を作りたい」と強く思ったという。その後、松本が大学に赴任することを知り、就職する予定を変更し、学業を続けることを決意した。

## キャリア

### 1977–1981: 『能』、ムーブメント三部作、および『SPACY』
伊藤高志の初期の映画作品のひとつに、8mmフィルムで撮影された『能』（1977年）がある。この作品では、能面の写真がさまざまな風景を背景に配置されており、特に『アートマン』から強い影響を受けて制作された。
『能』に続いて、8mm短編映画の三部作『ムーブメント』（1978年）、『ムーブメント2』（1979年）、『ムーブメント3』（1980年）が制作された。伊藤は、この三部作の最後の作品である『ムーブメント3』を、1981年の映画『SPACY』のプロトタイプと位置づけている。『SPACY』は、九州芸術工科大学在学中に制作された作品で、松本俊夫の指導を受けながら完成させた。
伊藤にとって初めての16mm作品である『SPACY』は、700枚の静止写真で構成されている。舞台は体育館内に限定され、そこには複数のイーゼル（画架）が配置されている。各イーゼルには、体育館そのものを撮影した写真が置かれており、ストップモーション技法を用いることで、カメラが空間内を滑るように移動し、写真の中へと入り込んでいく。この手法により、無限に続くような視覚的効果が生み出されている。
1982年、『SPACY』は日本の兵庫県立美術館とフランスのパリ市立近代美術館で上映された。その後、1983年には香港国際映画祭や富山県立近代美術館で上映され、1984年にはエディンバラ国際映画祭でも公開された。
同じく実験映画作家である川中宣明によれば、1984年に西ドイツのオスナブリュック大学で『SPACY』が上映された際、観客から大きな喝采を受けたという。さらに、ヴュルツブルク大学での上映後には、観客の間で帽子が回され、最終的に「山のような」紙幣やコインが集まったと回想している。

### 1980年代: 『THUNDER』, 『GHOST』, 『GRIM』およびその他の短編作品
伊藤は、1980年代に入ると、『BOX』、『THUNDER』、『SCREW』（いずれも1982年）、『DRILL』（1983年）、『GHOST』（1984年）、『GRIM』（1985年）といった作品を通じて、彼独自の映像表現をさらに洗練させていった。これらの作品では、ストップモーションやピクシレーション、微速度撮影、長時間露光などの技法が取り入れられている。
『BOX』では、キューブの各面に風景写真を貼り付け、それをコマ撮りで撮影した。完成した映像では、箱が果てしなく回転しているように見えるが、実際には90度しか回転していない。この作品は、1990年にロンドンで開催された「Young Japanese Cinema」映画祭で上映され、2000年にはオランダのロッテルダム国際映画祭でも公開された。
特に『THUNDER』、『GHOST』、『GRIM』は、その不気味な雰囲気と映像表現で注目されている。光やサウンドデザイン、長時間露光や微速度撮影を駆使することで、幽霊が潜むような空間を演出している。『THUNDER』は、1984年の第34回ベルリン国際映画祭で上映され、1996年には石川県立美術館でも公開された。
1983年、伊藤は九州芸術工科大学を卒業した。その後、東京・池袋の西武百貨店の文化事業部に入社し、西武美術館と「スタジオ200」でスタッフとして勤務した後、アート・シアター・ギルド（ATG）に参加した。
1983年には短編映画『DRILL』を監督。『SPACY』や『BOX』と同様に、数多くの写真を使用した映像作品であり、伊藤が当時住んでいた企業寮の入口周辺で撮影された。1984年には、長時間露光を用いた実験作品『GHOST』を制作。撮影は自身の寮の内部で行われた。また、同年公開された石井聰亙監督の映画『逆噴射家族』では、特殊効果の監修を担当している。同年、伊藤は当時存在していた「西武セゾングループ」の広告部門へと配属された。
1985年には、長時間露光技法を用いた実験映画『GRIM』を監督。1987年には、インテリアデザイン会社のために制作した15秒の広告を拡張させた作品『WALL』を監督した。『WALL』では、倉庫の写真を破ったものを手で持つ映像が印象的に使われている。

### 1990年代以降: 後期短編作品、回顧上映、および『TOWARD ZERO』
伊藤高志は、1990年代から2000年代にかけても実験的な短編映画の制作を続けた。この時期の代表作には、『THE MOON』（1994年）、『ZONE』（1995年）、『MONOCHROME HEAD』（1997年）、『DIZZINESS』（2001年）、『A SILENT DAY』（2002年）などがある。1996年には、『ZONE』がドイツのオーバーハウゼン国際短編映画祭でメイン賞を受賞した。
2009年1月、伊藤は京都でビデオインスタレーション作品『THE DEAD DANCE』を展示した。同年12月18日には、伊藤高志の作品20本を収録した2枚組DVD『TAKASHI ITO FILM ANTHOLOGY』が発売された。
2010年、伊藤は京都造形芸術大学（現・京都芸術大学）で教授を務めていた。同年3月には、イギリス・バーミンガムで開催されたフラットパック映画祭において、彼の短編作品が特集上映された。2015年には、第61回オーバーハウゼン国際短編映画祭で伊藤のフィルモグラフィーを振り返る回顧上映が開催された。
伊藤にとって初の長編映画『雫へ（英題：TOWARD ZERO』は、2021年のイメージフォーラム・フェスティバルでプレミア上映され、寺山修司賞を受賞した。本作は、2022年8月に日本国内で劇場公開された。また、東京で開催された展示の一環としても上映され、その後、伊藤の過去作品を紹介する3つのプログラムが続けて上映された。
2022年3月、福岡市は伊藤の功績を称え、「福岡市文化賞」を授与した。

## 作品リスト
- 時空
- 能
- MOVEMENT
- MOVEMENT-2
- MOVMENT-3
- SPACY
- BOX
- THUNDER
- スクリュー
- FACE
- DRILL
- FLASH
- GHOST
- DRILL-2
- GRIM
- 写真記
- WALL
- 写真記87
- 悪魔の回路図
- ミイラの夢
- ビーナス
- 12月のかくれんぼ
- THE MOON
- ZONE
- ギ・装置M
- モノクローム・ヘッド
- 静かな一日
- めまい
- 静かな一日・完全版
- アンバランス
- 零へ（2021）

### コラボレーション
- METAFIVE - The Paramedics (2021)[9]
- Squid - Crispy Skin (2024)[10]